# Qusta ibn Luqa
Qusta ibn Luqa, detto anche Costa ben Luca o Constabulus, - evidente arabizzazione del nome Costantino figlio di Luca (Baalbek, 820 – 912), è stato un medico melkita, nonché scienziato e traduttore, di cultura greco-bizantina.
Nacque a Baalbek (attuale Libano). Viaggiò in varie parti dell'Impero bizantino, acquisendo testi greci che poi tradusse in arabo.

## Biografia
Qusta ibn Luqa (che gli arabi conoscevano col nome in arabo قسطا بن لوقا البعلبكي‎?, Qusṭā b. Lūqā al-Baʿlabakkī), ossia di Baalbek - all'epoca chiamata Heliopolis - era un melkita di origine greca, grandemente versato in greco, siriaco e arabo, che operò essenzialmente a Baghdad, innestando parte non indifferente del pensiero greco ed ellenistico (scritto in greco) nella nascente cultura arabo-musulmana, che già dall'epoca del Califfo al-Mansur e poi con Hārūn al-Rashīd e, in particolar modo, con al-Maʾmūn, s'era aperta agli apporti culturali non-islamici greci, ebraici, persiani, indiani e persino cinesi.
Qusta ibn Luqa coltivò interessi filosofici, medici, matematici e astronomici.
Traduzioni di Diofanto, delle Sphaerica di Teodosio di Bitinia, di Autolico, di Ipsicle, di Aristarco, delle Meteore di Teofrasto, del catalogo dei suoi libri di Galeno e della Meccanica di Erone di Alessandria furono realizzate o corrette da lui, o compiute sotto la sua supervisione. Scrisse commentari su Euclide e un trattato sull'astrolabio sferico. Fu una figura di grandissimo spicco nel movimento traduttorio dal greco in arabo, che raggiunse la sua acme nel IX secolo. Su invito di ricchi e influenti commissionatori, Qusta tradusse in lingua araba lavori astronomici greci, matematici, di meccanica e di scienze naturali. Portò a compimento anche lavori basati sulle sue personali ricerche: più di sessanta opere gli vengono attribuite. Scrisse principalmente di argomenti medici, ma anche matematici e astronomici. Qusta ibn Luqa redasse un trattato sugli astrolabi sferici. Solo una piccola parte della sua produzione è stata finora edita. Quanto portato alle stampe di argomento medico dimostra la sua appartenenza alla corrente medica ippocratea-galenica relativa agli umori – il sistema teorico di riferimento che costituì la base della medicina islamica.
Le sue opere originali, molte delle quali inserite nel noto Fihrist (Indice) di Ibn al-Nadim, coinvolgono sia il comparto delle scienze naturali, della medicina, dell'astronomia e della filosofia. Una traduzione latina del suo lavoro filosofico De Differentia Spiritus et Animae fu una delle poche opere non attribuite ad Aristotele a essere inclusa in una lista di libri "da leggere" o "da studiare" da parte degli studenti della Facoltà di Arti di Parigi nel 1254, come parte del loro corso di studio di Filosofia Naturale,. Questa traduzione fu realizzata da Joannes Hispalensis, (Giovanni da Siviglia) nel 1140)
Di lui Ibn al-Nadim disse: "È un eccellente traduttore; conosce bene il greco, il siriaco (aramaico) e arabo; ha tradotto testi e corretto numerose altre traduzioni. Molte riguardano gli scritti medici". Qusta fu, assieme a Hunayn ibn Ishaq, L'autore che ha maggiormente trasportato la cultura greca all'interno del sistema culturale arabo-islamico.
Fu anche coinvolto, col suo discepolo cristiano Hunayn ibn Ishaq, in uno scambio epistolare con l'astronomo musulmano Abū ʿĪsā Yahya ibn al-Munajjim (autore di un trattato sulle stelle fisse), che li invitò ad abbracciare l'Islam. Entrambi declinarono l'invito ed esposero i motivi che li portavano a rifiutare la fede islamica di al-Munajjim.
Morì in Armenia nel 912.